# Az arany virágcserép
Az arany virágcserép romantikus kisregény, melyet E. T. A. Hoffmann írt 1814-ben. A mű 12 vigíliából (virrasztásból) áll. A mű a romantikát és a realizmust állítja szembe egymással. Először 1819-ben, a Fantáziadarabok Callot modorában című kötetben jelent meg. Magyar nyelven először Ifj. Gaál Mózes fordításában jelent meg a mű, 1919-ben Az arany cserép címmel, ezt követte Horváth Zoltán fordítása 1959-ben, majd Szegő György ültette át 1972-ben magyarra, negyedik fordítását Bor Ambrus végezte 1993-ban, ötödször Horváth Géza fordította le 2007-ben.

## Történet
|  | Alább a cselekmény részletei következnek! |

Anzelmus szolid polgári karrierről álmodozik, egy napon azonban különös események történnek vele: az Elba-parti bodzafa lombjai között játszadozó arany-zöld kígyókisasszonyok képében betör a poézis mesebirodalma Anzelmus kicsinyes gondok és szegényes örömök láncolatából álló, nyomorúságos életébe. Pontosabban: ekkor fedezi fel az életben a csodásat, a meséset, a költőit – mindazt, ami a józan hétköznapokban megrekedt filiszter számára nem létezik. Innentől megkezdődik a harc Anzelmus lelkéért a két ellentétes világ, a metaforikus és a realista hatalmai között. Csodálatos kalandok és fantasztikus élmények után a küzdelem a szerelem javára dől el: Anzelmus feleségül veszi Szerpentinát, s vele elnyeri a boldogságot jelképező, csodatevő arany virágcserepet.
|  | Itt a vége a cselekmény részletezésének! |

## Magyarul
- Az aranycserép; ford. ifj. Gaál Mózes; Athenaeum, Bp., 1919 (Modern könyvtár)
- Az arany virágcserép; ford. Horváth Zoltán; in: Brambilla hercegnő. Elbeszélések; vál. Gergely Erzsébet, bev. Benedek Marcell, jegyz. Szabó Ede; Európa, Bp., 1959 (A világirodalom klasszikusai)
- Arany cserép / Diótörő és Egérkirály; ford. Szegő György; Creanga, Bukarest, 1972 (Minden gyermek könyve)
- Az arany virágcserép; ford. Bor Ambrus; Európa, Bp., 1993 (Európa diákkönyvtár)
- Az arany virágcserép; ford. Horváth Géza; Helikon, Bp., 2016 (Helikon zsebkönyvek)

## Szereplők
- Anzelmus, diák
- Serpentina, Lindhorst legfiatalabb lánya
- Veronika, Paulmann idősebbik lánya
- Fränzchen, Paulmann fiatalabbik lánya
- Liese Räuerin, almáskofa, boszorkány
- Paulmann, segédtanító
- Heerbrand, irattáros, később udvari tanácsos
- Lindhorst, levéltáros
- Phosphorus, Atlantisz ura
- Eckstein, doktor
- Angelika Oster, Veronika barátnője, egy tiszt jegyese
- Conradi, boltos a Schlossgasséban
- E. T. A. Hoffmann, maga az író

### Anzelmus
Hoffmann leggondosabban megalkotott figurája. Anselmus szolid polgári életről álmodozik, de felborítja egy vén kofa almásládáját, aki megátkozza. Anzelmus diák a Drezdai Egyetemen, és kisegítőmunkaként írásokat másol művészi módon. Egyszer felfogadja őt egy Lindhorst nevű levéltáros, aki le akarja vele másoltatni titkos iratait. Mikor a levéltáros bevezeti lakásába Anzelmust, sok-sok csodás dolgot mutat neki, és Anzelmus beleszeret Lindhorst levéltáros egyik lányába, Serpentinába. Anzelmus végül elveszi feleségül Serpentinát, és vele együtt megkapja az arany virágcserepet, ami az örök boldogságot jelképezi.

### Serpentina
Anzelmus szerelme, aki egyben Lindhorst levéltáros kígyólánya is.

## A történet síkjai
A műben két sík különíthető el:
- a térszerkezet síkja
  - a valóság síkja: a cselekmény Drezdában történik az Elba partján, konkrét utcanevek teszik még valóságosabbá. Ez egy józan, polgári világ, aprólékos, gondos környezetrajzzal.
  - metaforikus sík: az álom, a fantázia, a képzelet, a vágyak birodalmába csöppenünk. Ez a művészetek világa, „a lélek költői világa”.
- időszerkezet síkja
  - objektív idő: a cselekmény egy konkrét időkeretben történik kezdete, Jézus mennybemenetele (a Húsvét utáni 40. nap). A történet csaknem egy év múlva február végén fejeződik be.
  - szubjektív idő: az objektív idő folyását megszakítja a szubjektív idő, mely hol a múltban (a tűzliliom kertje), hol a jövőben (Atlantisz), hol az időtlenségben (kristálygömb) érezheti magát az olvasó.

A szereplők is két síkban mozognak:
|                                       | A valóság síkja                                                                                               | Metaforikus sík                                                                                |
| ------------------------------------- | --- | ---------------------------------------------------------------------------------------------- |
| Anzelmus                              | Szegény, élhetetlen, gátlásos diák, aki józan, polgári célt tűzött ki maga elé: udvari tanácsos válhat belőle | Hódító, bátor, zseniális ifjú, hű szerelmes, álmai, vágyai józan, földi mértékkel nem mérhetők |
| Lindhorst levéltáros                  | Biztos állása van, emellett ugyanúgy él, mint a város polgárai                                                | A Szalamandrák fejedelme                                                                       |
| Lindhorst lányai (egyikük Serpentina) | | Zöld kígyócskák, akik „tiszta kristálycsengettyű hármas hangzatán" szólnak                     |
| Liese                                 | Egykori dajka, javasasszony, almáskofa                                                                        | A Szalamandrák ellensége, boszorkány                                                           |